# بوليط مروح
بوليط مروح (الاسم العلمي:Boletus odoratus) هو نوع من الفطريات يتبع جنس البوليط من الفصيلة البوليطية.